# Икей
Ике́й — село в Тулунском районе Иркутской области России. Административный центр Икейского муниципального образования. Находится на левом берегу реки Икей, примерно в 52 км к юго-западу от районного центра — города Тулуна.

## История
Село основано в XIX веке. В 1893 году имело статус заимки и относилось к Тулуновской волости Нижнеудинского округа (позднее уезда) Иркутской губернии, в заимке тогда было 7 хозяйств и 64 жителя. Вскоре вокруг заимки были разверстаны многочисленные переселенческие участки. Со временем, по мере их заселения, была выделена Икейская волость.
В 1914—1915 годах в селе был построен врачебный пункт. В 1915-16 годах была построена церковно-приходская школа. 
Была церковь в честь святого Николая в составе благочиния 4-го округа Нижнеудинского уезда. В архивных документах церковь ошибочно называется Иннокентиевской.
В 1945—1953 годах село Икей было центром Икейского района.
С 1932 по 1966 годы в селе находился Икейский детский дом. Закрыт решением Иркутского Совета депутатов трудящихся от 25.05.1966 г. История детдома описана в книге Ю.И. Баландина и В.М. Сороковникова "Дом моего детства" (2008 г., издательство "Транзит-ИКС", тираж - 100 экз.).

## Население
| 2002 | 2010  | 2011  | 2012  |
| ---- | ----- | ----- | ----- |
| 1315 | ↘1207 | ↘1203 | ↘1190 |

По данным Всероссийской переписи в 2010 году в селе проживало 1207 человек (579 мужчин и 628 женщин).